# 黑椎鯛
黑椎鯛為輻鰭魚綱鱸形目鱸亞目鯛科的其中一種，分布於東大西洋區，從斯堪地那維亞半島至納米比亞北部、地中海、黑海海域，棲息深度5-300公尺，體長可達60公分，棲息在海草床、岩石底質海域，成群活動，屬雜食性，以無脊椎動物、海藻為食，可做為食用魚及遊釣魚。